# Бразильско-египетские отношения
Бразильско-египетские отношения — двусторонние дипломатические отношения между Бразилией и Египтом. Государства являются членами БРИКС, Группы 77 и Организации Объединённых Наций.

## История

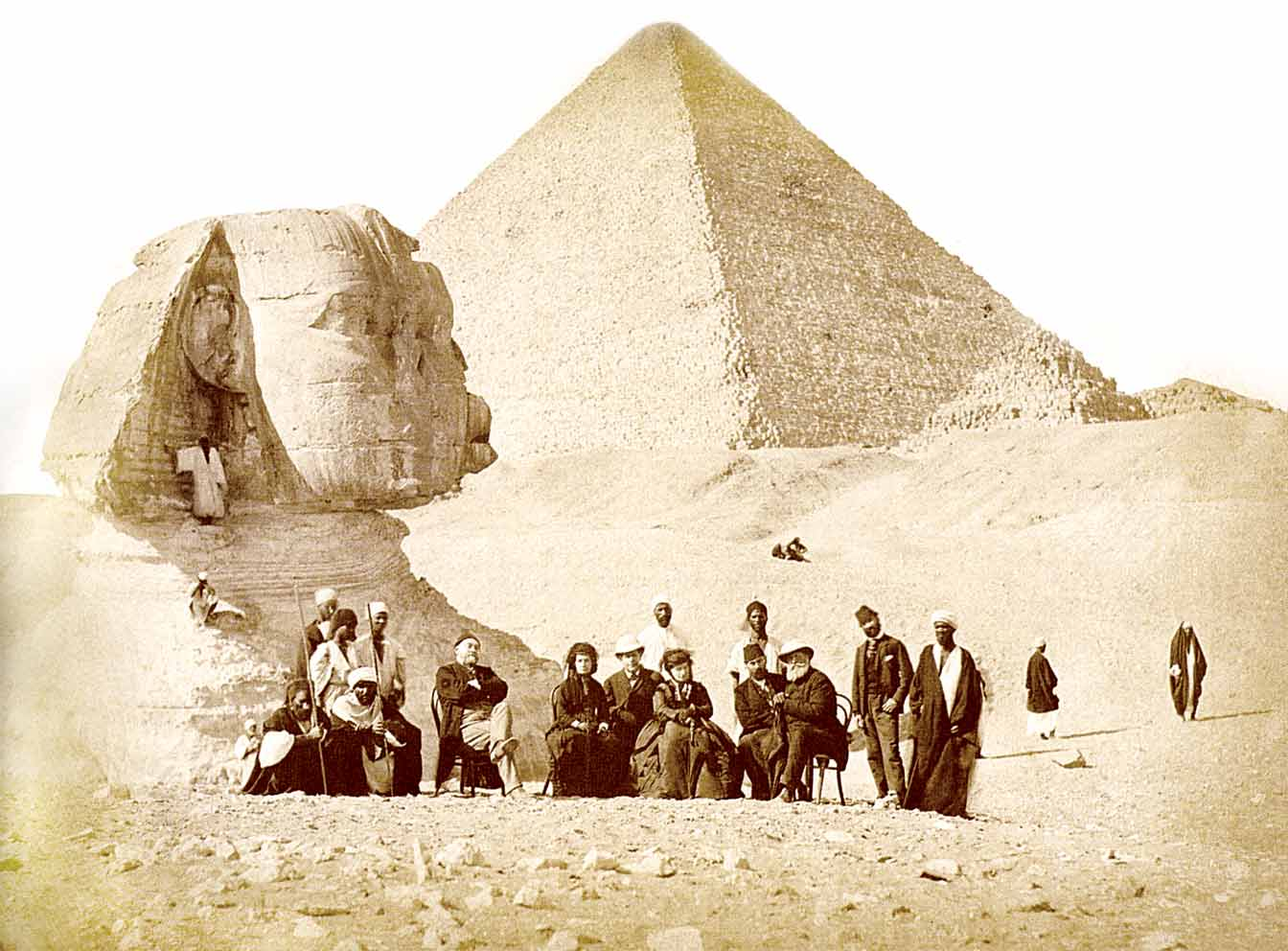
Император Бразилии Педру II и Тереза Кристина Бурбон-Сицилийская рядом с пирамидами Гизы во время визита в Египет в 1871 году.

Дипломатические и консульские связи между двумя странами были установлены в 1906 году, а двусторонние отношения были официально установлены в 1924 году. В настоящее время у Бразилии есть посольство в Каире, а у Египта имеется посольство в Бразилиа и генеральное консульство в Рио-де-Жанейро. Государства, как правило, поддерживают дружественные связи и придерживаются согласованной позиции по многим важным глобальным вопросам, таким как: разоружение, нераспространение ядерного оружия и экологические проблемы. Кроме того, страны являются членами Саммита южноамериканско-арабских стран, на котором они подписали соглашения о сотрудничестве во многих областях.

## Экономические и торговые связи
В 2009 году объём товарооборота между странами составил сумму 1,5 миллиардов долларов США, при этом бразильский экспорт в Египет достиг суммы 1,4 миллиарда долларов США, а импорт из Египта — 87 миллионов долларов США. Около 58 % импорта скота Египта приходится на Бразилию. Египет является вторым крупным арабским партнёром Бразилии по экспорту: в 2011 году Египет импортировал из Бразилии товаров на сумму 2,62 миллиарда долларов США, являясь седьмым крупным партнером Бразилии по импорту, а Бразилия импортировала из Египта товаров на сумму 344,72 миллиона долларов США, включая удобрения, минеральное топливо и хлопок. Экспорта Египта в Бразилию: нефть, алюминий, хлопок-сырец и кожа. Экспорт Бразилии в Египет: птица, масла, сахар, соевые бобы и мясо.
17 января 2013 года Египет ратифицировал соглашение о свободной торговле, которое было подписано в августе 2010 года с «МЕРКОСУР», став первой страной, завершившей процедуру ратификации. На встрече в Каире в 2010 году, на которой присутствовал министр развития, промышленности и торговли Бразилии Мигель Хорхе, министр промышленности и внешней торговли Египта Рашид Мохамед Рашид заявил участникам конференции, что сотрудничество между странами очень разнообразно в том числе в промышленном секторе и заявил, что «Мы не можем забывать, что Бразилия сегодня считается одной из сильных развивающихся стран на мировой экономической арене, а также была одной из первых стран, оправившихся от глобального экономического кризиса в 2009 году». Видный чиновник министерства торговли и промышленности заявил, что Египет просил МЕРКОСУР включить текстиль, одежду, строительные материалы, а также продукцию машиностроения и химической промышленности в первую категорию.

### Деловое сотрудничество
24 октября 2011 года глава египетской компании Orascom Construction Нассеф Савирис объявил, что строительное подразделение этой компании совместно с бразильской компанией EBX Group построит завод по производству удобрений стоимостью 3 миллиарда долларов США. Завод планировалось разместить в порту Сан-Жуан-да-Барра, строительство должно было быть завершено к 2016 году. Завод должен был иметь мощность для производства до 3 миллионов тонн азотных удобрений в год и, по данным EBX Group, поможет Бразилии, крупнейшему мировому производителю и экспортеру сельскохозяйственной продукции, снизить свою зависимость от импортных удобрений. Эйке Батиста, мультимиллионер и глава EBX Group, заявил о совместном предприятии с Нассефом Савирисом, что завод поможет «контролировать наши собственные стратегические поставки ключевых товаров, необходимых для долгосрочного роста и развития Бразилии». Orascom Construction подписала соглашение о сотрудничестве двумя годами ранее, в ноябре 2009 года, с бразильской компанией FITCO/Fertipar, вторым по величине дистрибьютором карбамида в стране, и решила расширить свой существующий стратегический альянс, создав совместное предприятие в Бразилии для торговли и распределения поставляемых удобрений вместе с OCI Fertilizer Group.